# Żółkiń
Żółkiń (biał. Жолкіна; ros. Жолкино) – wieś na Białorusi, w obwodzie brzeskim, w rejonie pińskim, w sielsowiecie Łasick.
Znajduje się tu parafialna cerkiew prawosławna pw. Przemienienia Pańskiego.
W dwudziestoleciu międzywojennym miejscowość leżała w Polsce, w województwie poleskim, w powiecie pińskim, w gminie Wiczówka. Po II wojnie światowej w granicach Związku Sowieckiego. Od 1991 w niepodległej Białorusi.